# Victor Carlund
Victor Carlund (5 febbraio 1906 – 22 febbraio 1985) è stato un calciatore svedese, di ruolo centrocampista.